# F-8 (戦闘機)
F-8 クルセイダー
ホーネット艦上で展示されるF-8K
- 用途：戦闘機
- 分類：艦上戦闘機
- 製造者：チャンス・ヴォート
- 運用者
  -  アメリカ合衆国（海軍、海兵隊）
  -  フランス（フランス海軍）
  -  フィリピン（フィリピン空軍）
- 初飛行：1955年3月25日
- 生産数：1,259機
- 運用開始：1957年3月
- 退役：1999年12月19日
- 運用状況：退役

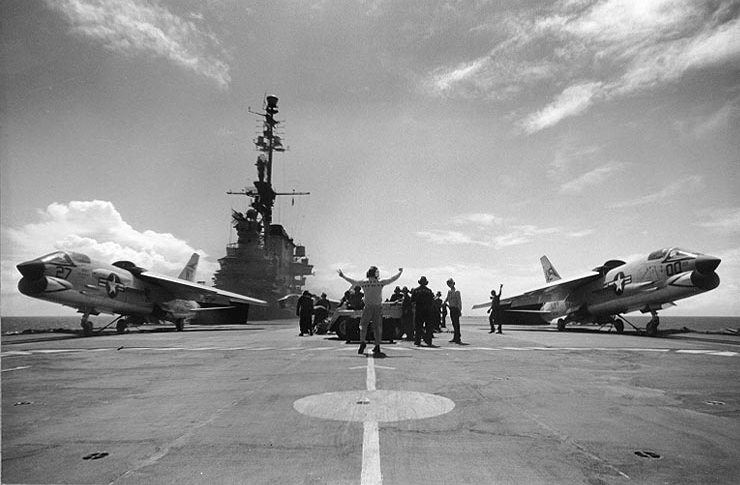
ミッドウェイで発艦準備をする2機のF-8（1963年）

F-8は、アメリカ合衆国の航空機メーカー、チャンス・ヴォート（現ヴォート・エアクラフト・インダストリーズ）社が開発し、アメリカ海軍とアメリカ海兵隊を中心にフランス海軍とフィリピン空軍で使用された艦上戦闘機である。愛称はクルセイダー（Crusader、十字軍の戦士）。
開発当初の機種名はF8Uであるが、1962年の機種名整理で命名規則が変更されたため、F-8となった。

## 開発
開発は1952年にアメリカ海軍が超音速制空戦闘機を要求したことから始まった。この要求に応じたチャンス・ヴォート社は数々の新機軸を盛り込んだ機体を開発した。試作初号機XF8U-1は1955年3月25日初飛行および超音速飛行に成功し高性能を示したため、海軍に採用されることとなった。直ちに量産が開始され、生産型F8U-1は1955年9月に初飛行している。艦上機としては世界初の超音速戦闘機である。
F-8は当時の陸上機をも凌ぐ高性能を誇り、また信頼性が高く、扱いやすかった。例えば同じエンジンを搭載する空軍のF-100戦闘機が最高速度マッハ1.3だったのに対し、本機はマッハ1.7に達した。これはエアインテークの上から前方に突き出した機首コーンが偶然にもショックコーンの役目を果たし、エンジンの性能を最大限に引き出したことによる。B型以降は機首コーンはレーダーを搭載したレーダードームとなり大型化しているが、図らずもショックコーンとしての能力も向上している。
特徴としては視界に優れていることが挙げられる。コックピットは視界を確保するため胴体の先端に配置された。エアインテークも機首下面にあり視界を妨げないようにしている。高翼配置の主翼はドッグトゥースが付いた折り畳み式であり、前縁に前縁スラットと後縁内側にフラッペロンを装備している。また、離着艦の際の機首上げ角を抑えるため、主翼の前桁に取り付けられた油圧アクチュエータと後桁のピボットにより、油圧で上下に動かすことで主翼の迎角を変える唯一のシステムを持ち、運用時の低速での安定性を大幅に向上させた。これは視界不良に悩まされたチャンスボート社の前作F7Uカットラスの反省があったためだが、むしろ過剰装備だったと評されることもある（カットラスは飛行性能を追求して新機軸を盛り込み過ぎた結果離着艦性能が極端に悪く、前述の視界の悪さとあいまって着艦時の事故が多発し、同様の問題を抱えた僚機F3Hデーモンと共に「未亡人製造機」と称された）。なお、のちに本機を母体に開発された亜音速艦上攻撃機A-7 コルセア IIでは、主翼ハードポイント追加のため可変迎角装置は省かれている。
1957年から部隊配備が開始され1965年までに各形式合わせて1,259機が生産された。のちにアメリカ海軍の空母機動部隊の運用方針が変化し、艦載戦闘機にも多用途性が求められるようになった。ジェット戦闘機の実用化以降のアメリカ海軍は、ジェット戦闘機を純戦闘機として、レシプロ戦闘機を戦闘爆撃機として運用しており、チャンス・ヴォート社は1950年代までF4U戦闘機の生産を続行していたのだが、さすがにレシプロ機は性能的に限界に達し、ジェット戦闘機に戦闘爆撃機としての能力が要求されるようになったのである。この趨勢の中、同時期に採用されたF11F タイガーはこの要求に対応出来ずに短命に終わってしまったのとは対照的に、F-8は一定の汎用性も兼ね備えていたため大量に生産された。また離着艦能力に優れていたことにより、正規空母保有国とはいえアメリカ軍に比べて小型の空母しか保有しないフランス海軍においても採用され、電子機器を更新しながらも長きにわたって現役を務めた。

## 活躍

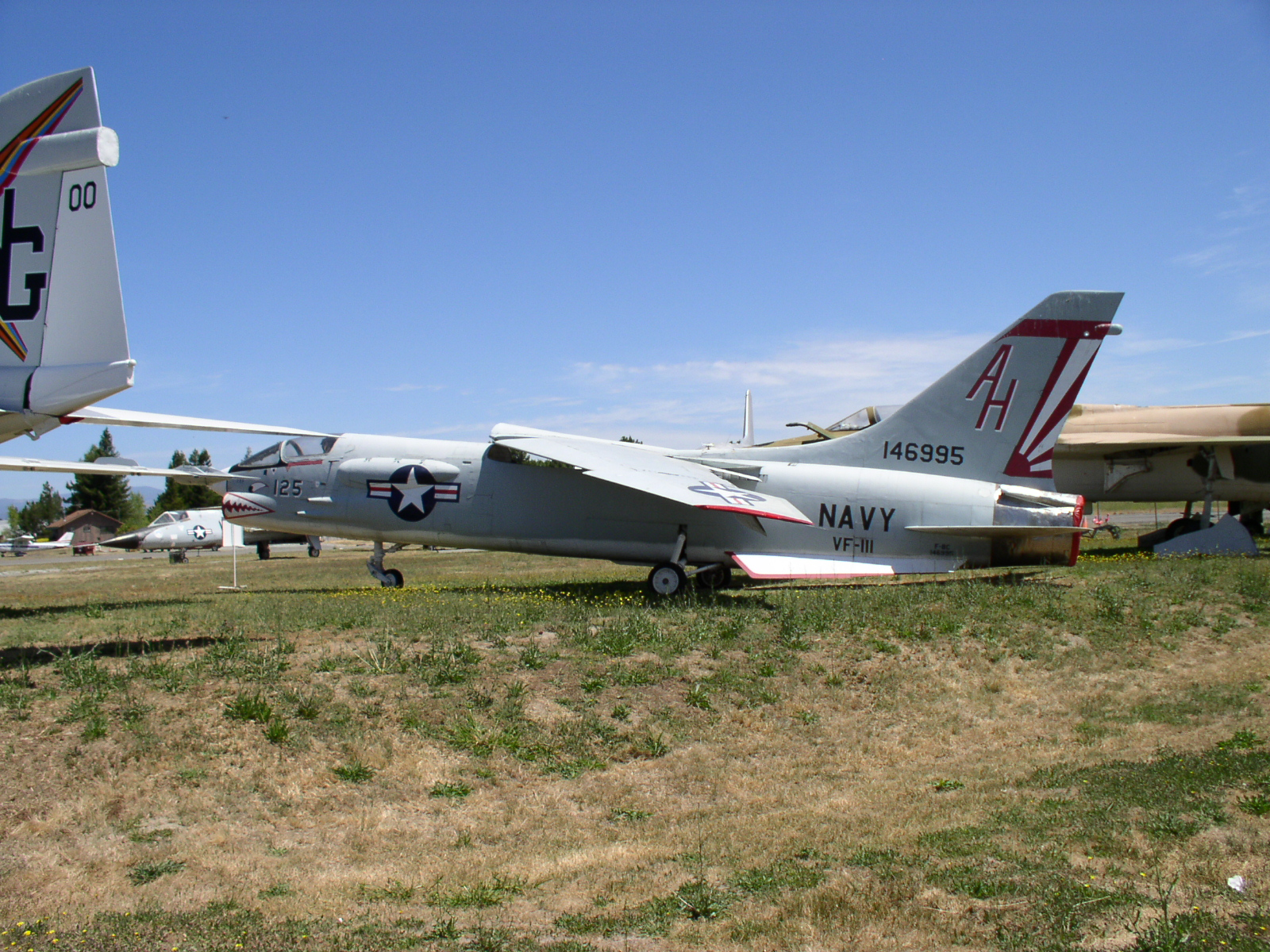
カリフォルニア州サンタローザのパシフィックコースト航空博物館で屋外展示されているF-8。アクチュエータで主翼を僅かに上げている点に注目

部隊配備は1958年3月から開始された。その後、F-8はベトナム戦争に投入された。アメリカ海軍は他に最新のF-4 ファントムIIを投入していたが、ミサイル万能論の影響で航空機関砲を搭載せず空対空ミサイルのみに頼り、爆撃能力を重視し機動性をある程度犠牲にしていた。こうした中、軽快な運動性と4丁の20mm機関砲を搭載していたF-8は「最後のガンファイター」と呼ばれ、多数のMiG-17等の敵機を撃墜し、一時期はF-4の撃墜数を上回ったこともあった。そのことから「ミグ・マスター」とも呼ばれた。ただし、機銃のみによる撃墜は無かった(2機をミサイル、ロケット弾との併用で撃墜。なお、F-8に搭載されたコルトMk.12は信頼性に乏しかったともされる)。
ベトナム戦争全体を通し、アメリカ空海軍海兵隊機種で最高のキルレシオ（撃墜対被撃墜比率）、8：1を持つ。また撃墜数はF-4の半分（18機）であったものの、作戦および空中戦への延べ参加機数は遥かに少なかったことを勘案すると、大変効果的に敵戦闘機を抑えたと見ることができる。
ただし本機がF-4と共に1960年代のアメリカ海軍の主力たり得たのは、本機が第二次世界大戦当時から改修され使い続けられているエセックス級航空母艦で運用可能な最高性能の戦闘機だからであった。もし仮にベトナム戦争が起こらず、エセックス級が計画通りに早々に退役していた場合は、F-8も同時に退役を余儀なくされていただろう。
ベトナム戦争の終結後、エセックス級空母の退役により戦闘機型のF-8は1976年までに現役を退いたが、偵察型のRF-8Gについては、RA-5Cの退役～F-14偵察兼務型の配備までのつなぎ役としてその後も長期間配備され、アメリカ海軍から最後の機体が退役したのは1987年であった。最後までF-8を第一線に配備し使用していたフランス海軍のクレマンソー級航空母艦に搭載されていた機体も、1997年の「クレマンソー」退役、2000年の「フォッシュ」退役（艦自体はブラジル海軍に売却後、「サン・パウロ」として2017年まで運用）に伴い退役した。
他国では、フィリピン空軍がアメリカ海軍からの退役機体を修繕して用いていた。防空任務の他に、機銃・通常爆弾・ロケット弾による対地攻撃にも従事していた。しかし、エドゥサ革命の混乱にともなう禁輸措置やスペアパーツ不足（晩年はLTV社の在庫自体が底をついていた。革命後、同社による現地でのオーバーホールにおいては現地で調達したベニヤ板とアルミ箔を用いて木製の部品を作り、損耗した金属製の純正部品の代用とするなど苦肉の策がとられた）、資金不足がたたって稼働率は次第に低下。1991年のピナトゥボ山噴火によりダメージを受けたのを機に廃棄された。これ以降、フィリピン空軍は超音速戦闘機が不在の状況が続き、2014年のFA-50の採用決定によって、ようやく解消される見通しが立った。

## 事故
1964年4月5日 嘉手納飛行場から厚木基地へ向っていた同機が、東京都町田市中心部に墜落、炎上。死者4名、重軽傷者32名。
1964年9月8日 厚木基地から離陸した同機が、エンジン故障により神奈川県大和市に墜落、炎上。死者5名、重軽傷者3名。

## 諸元
| 機体名       | F-8D                                                   | F-8D                                                   | F-8D                                                   |
| ------------ | ------------------------------------------------------ | ------------------------------------------------------ | ------------------------------------------------------ |
| 乗員         | 1名                                                    | 1名                                                    | 1名                                                    |
| ミッション   | Fighter (1)                                            | Fighter (2)                                            | Fighter (3)                                            |
| 全長         | 54ft 2.75in (16.53m)                                   | 54ft 2.75in (16.53m)                                   | 54ft 2.75in (16.53m)                                   |
| 全幅         | 35ft 8in (10.87m) → 22ft 6in (6.86m) ※主翼折り畳み時   | 35ft 8in (10.87m) → 22ft 6in (6.86m) ※主翼折り畳み時   | 35ft 8in (10.87m) → 22ft 6in (6.86m) ※主翼折り畳み時   |
| 全高         | 15ft 9.1in (4.8m)                                      | 15ft 9.1in (4.8m)                                      | 15ft 9.1in (4.8m)                                      |
| 翼面積       | 375ft² (34.84m²)                                       | 375ft² (34.84m²)                                       | 375ft² (34.84m²)                                       |
| エンジン     | Pratt & Whitney J57-P-20 (推力：40.70kN ⇒ 80.07kN) ×1  | Pratt & Whitney J57-P-20 (推力：40.70kN ⇒ 80.07kN) ×1  | Pratt & Whitney J57-P-20 (推力：40.70kN ⇒ 80.07kN) ×1  |
| 空虚重量     | 17,541lbs (7,956kg)                                    | 17,541lbs (7,956kg)                                    | 17,541lbs (7,956kg)                                    |
| 離陸重量     | 28,149lbs (12,768kg)                                   | 28,765lbs (13,048kg)                                   | 29,472lbs (13,368kg)                                   |
| 戦闘重量     | 24,482lbs (11,105kg)                                   | 25,098lbs (11,384kg)                                   | 25,805lbs (11,705kg)                                   |
| 搭載燃料     | 離陸重量：1,348gal (5,103ℓ)、戦闘重量：809gal (3,062ℓ) | 離陸重量：1,348gal (5,103ℓ)、戦闘重量：809gal (3,062ℓ) | 離陸重量：1,348gal (5,103ℓ)、戦闘重量：809gal (3,062ℓ) |
| 携行装備     | ―                                                      | サイドワインダー×2                                     | サイドワインダー×4                                     |
| 最高速度     | 1,067kn/35,000ft (1,976km/h 高度10,668m)               | 1,037kn/35,000ft (1,921km/h 高度10,668m)               | 1,005kn/35,000ft (1,861km/h 高度10,668m)               |
| 上昇能力     | 34,650ft/m S.L. (176.02m/s 海面高度)                   | 31,950ft/m S.L. (162.31m/s 海面高度)                   | 29,200ft/m S.L. (148.34m/s 海面高度)                   |
| 実用上昇限度 | 54,050ft (16,474m)                                     | 53,400ft (16,276m)                                     | 52,750ft (16,078m)                                     |
| 航続距離     | 1,509n.mile (2,795km)                                  | 1,381n.mile (2,558km)                                  | 1,263n.mile (2,339km)                                  |
| 戦闘行動半径 | 394n.mile (730km)                                      | 374n.mile (693km)                                      | 355n.mile (657km)                                      |
| 固定武装     | Mk.12 20mm機関砲×4 (弾数計500発)                       | Mk.12 20mm機関砲×4 (弾数計500発)                       | Mk.12 20mm機関砲×4 (弾数計500発)                       |

- 武装
  - 固定武装
    - 20mm機銃 (コルトMk.12) ×4 (搭載弾数 125発×4)
    - 2.75インチ空対空ロケット弾 (Mk4 FFAR マイティ・マウス)×32[5]

  - ミサイル：
    - AIM-9 サイドワインダー×4 (機体側面ハードポイント)
    - AGM-12 ブルパップ×2 (翼下ハードポイント)

  - ロケット弾：ズーニー 5インチロケット弾×8 (2連装発射筒×4) (機体側面ハードポイント)
  - 爆弾： 最大 4,410lbs (2,000kg) (翼下2ヶ所のハードポイント)
    - Mk.81 250lbs (113.4kg) 爆弾×12 又は
    - Mk.82 500lbs (226.8kg) 爆弾×8 又は
    - Mk.83 1,000lbs (453.6kg) 爆弾×4 又は
    - Mk.84 2,000lbs (907.2kg) 爆弾×2

## 派生型

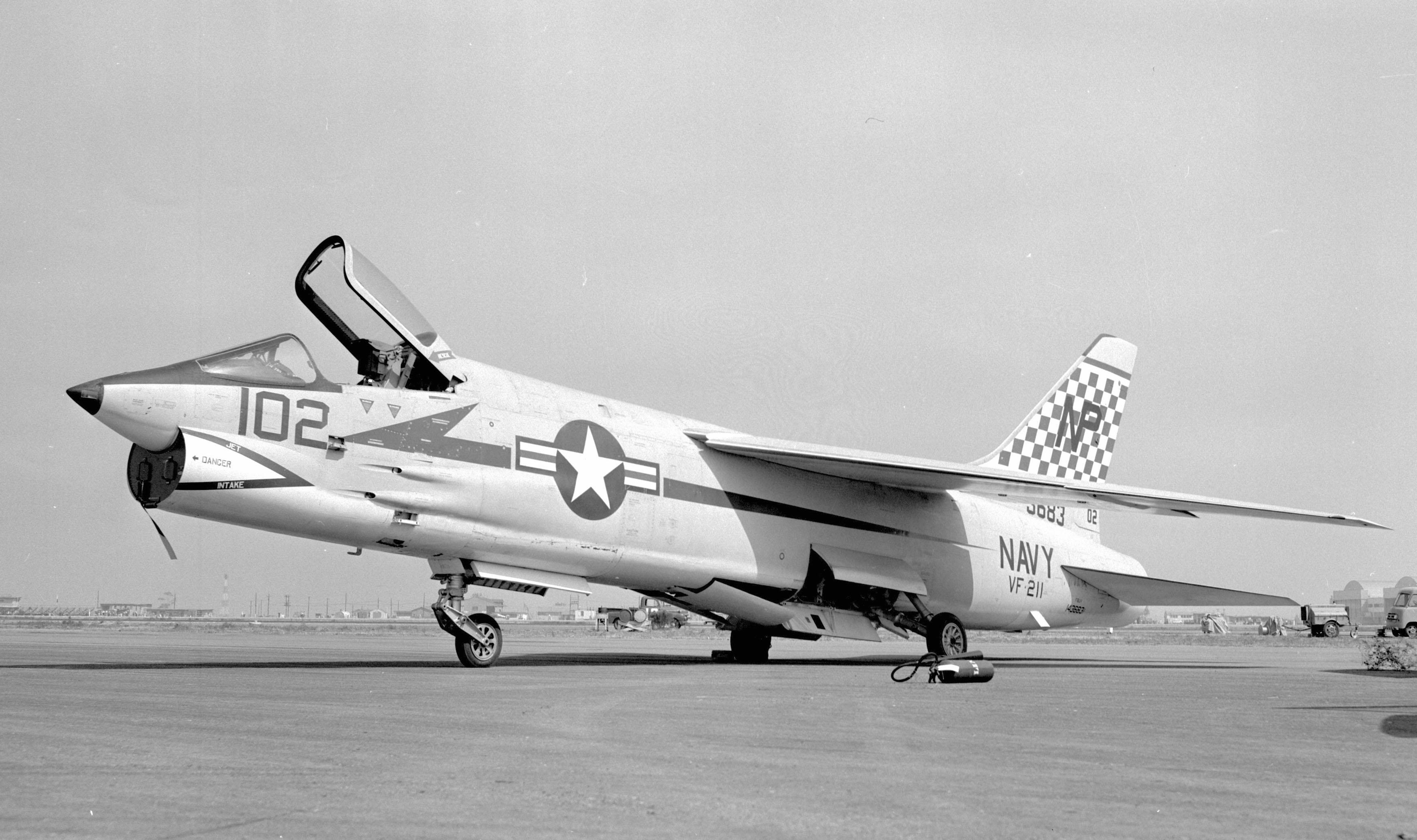
F-8A
機首部分は先端部のわずかな部分のみが黒色レドームとなっている

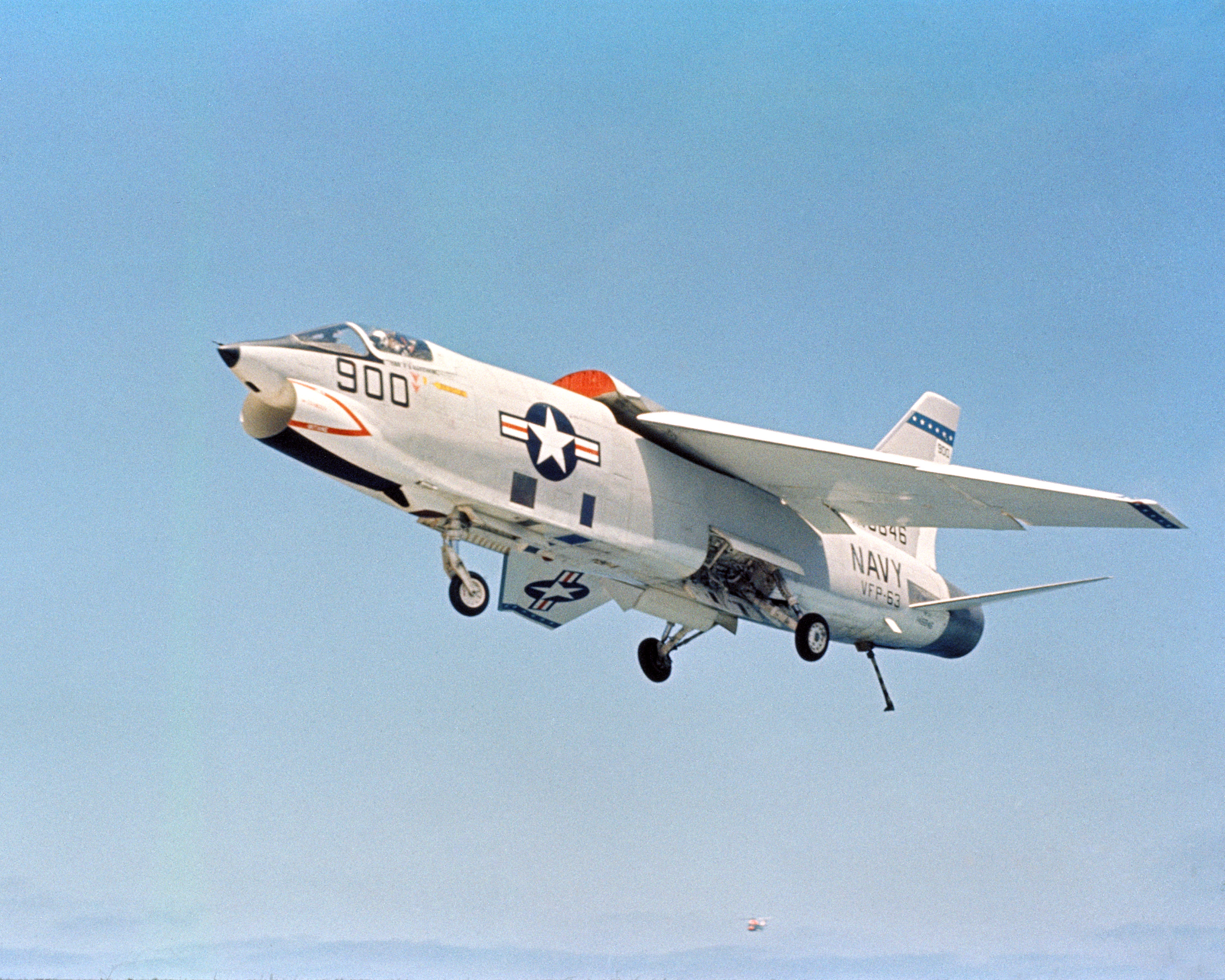
RF-8A
前脚収納スペースの前面の出っ張りは、前下方向の撮影カメラ。

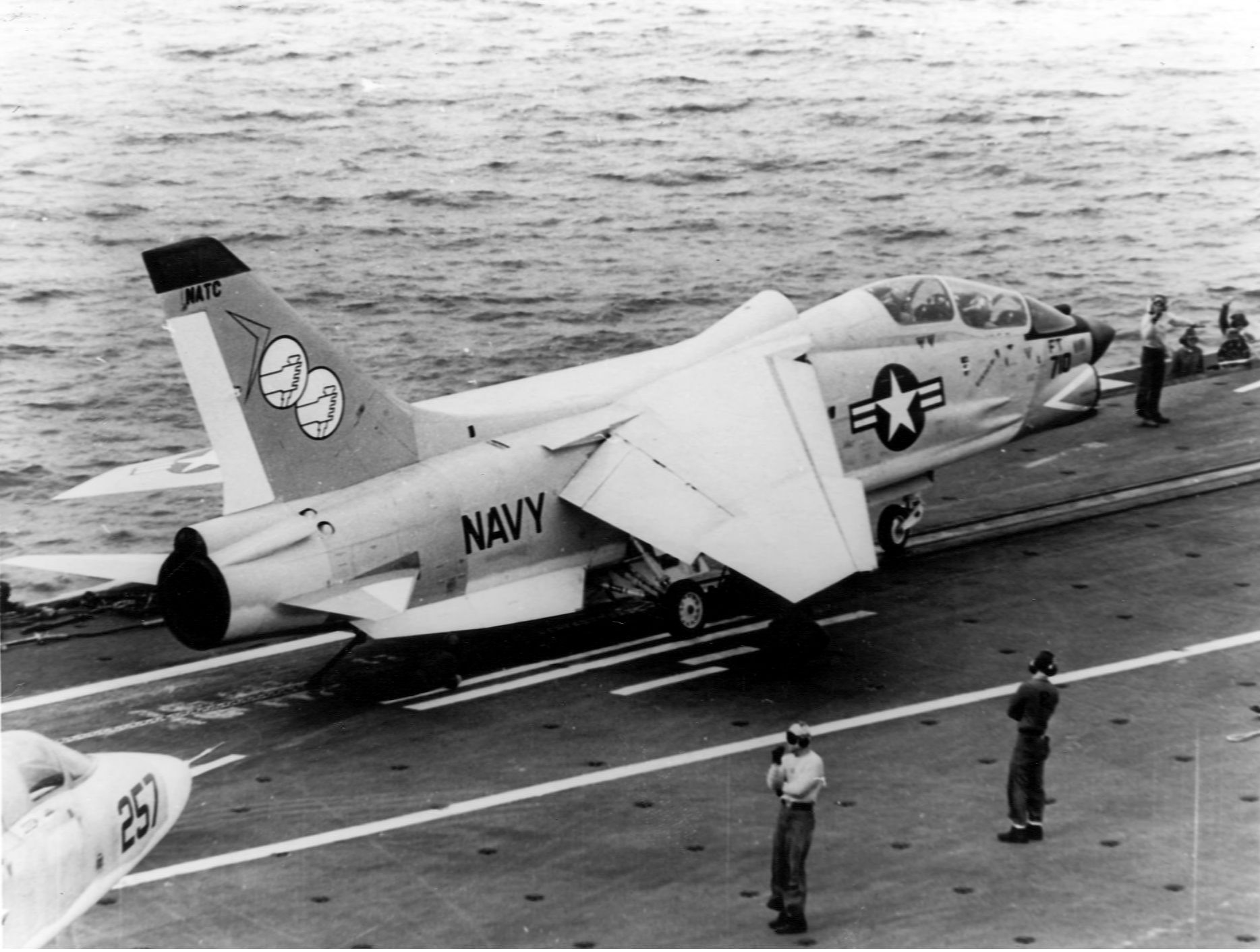
空母「インディペンデンス」艦上のTF-8A
エンジンノズル上部の膨らみに、ドラッグシュートが収納されている

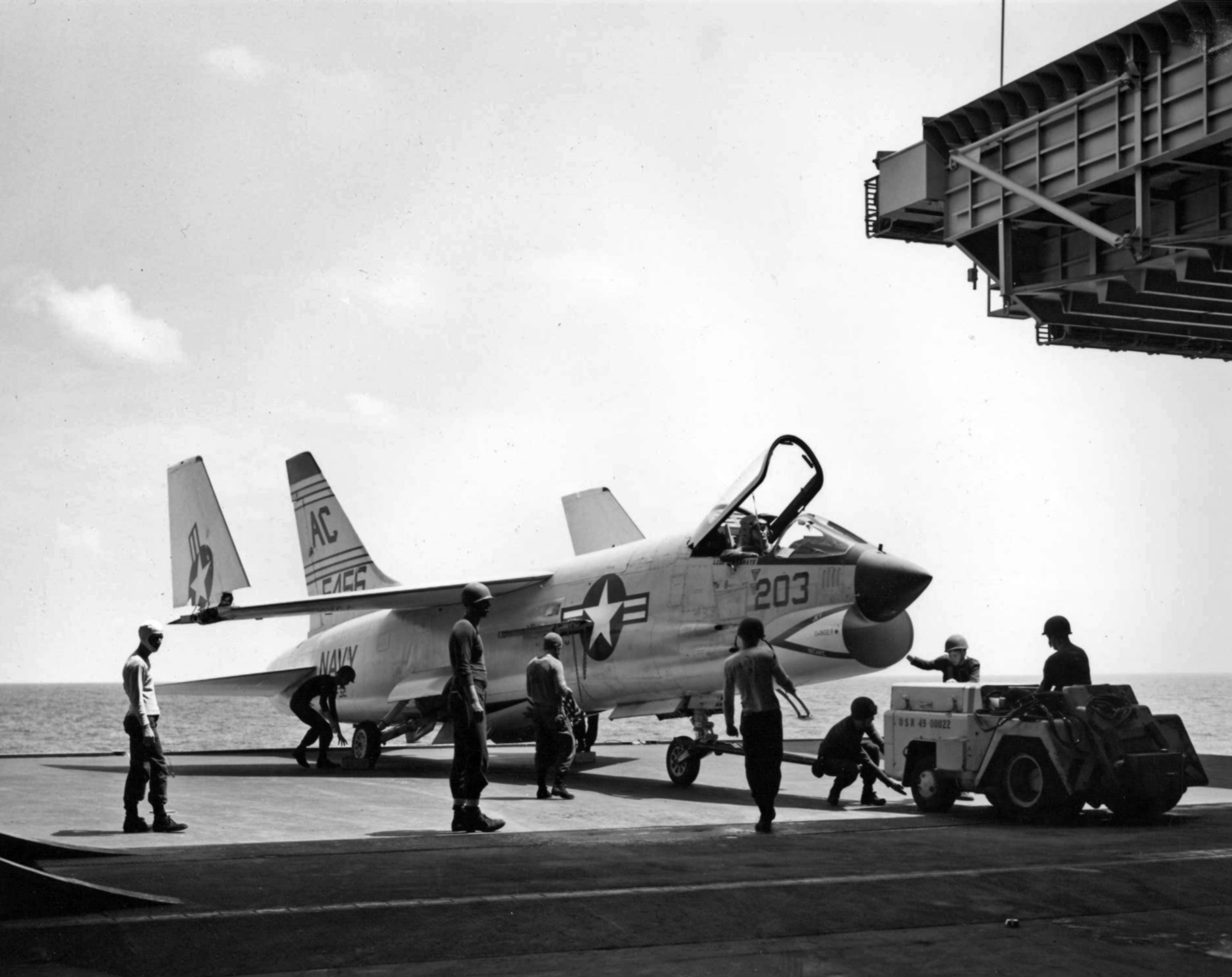
F-8B
機首部分は風防や空気取り入れ口の間近までがレドームとなった

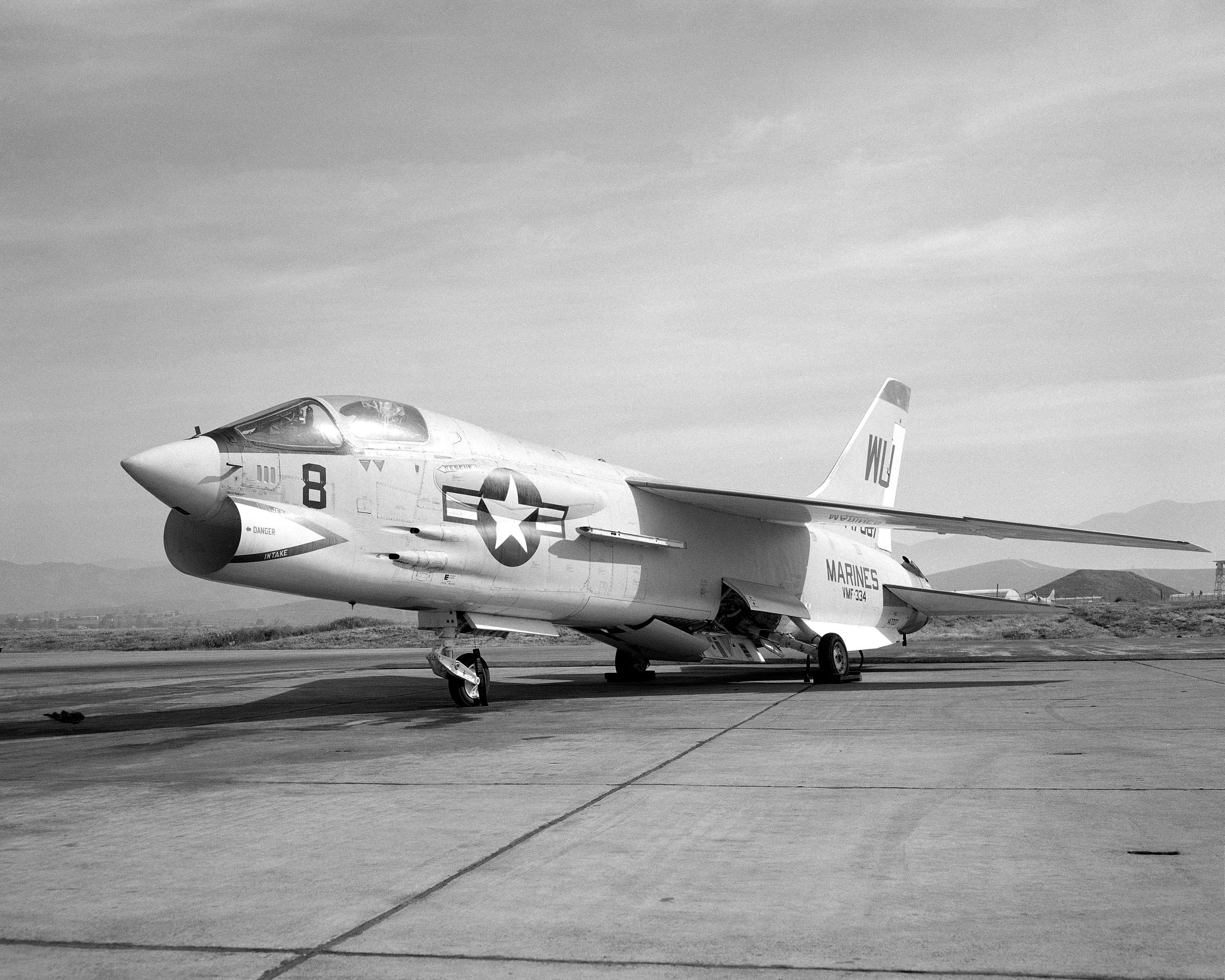
F-8C
後部胴体下面のベントラルフィンと、エンジンノズル上部両面の冷却用空気取り入れ口は、以後のF-8の特徴となる

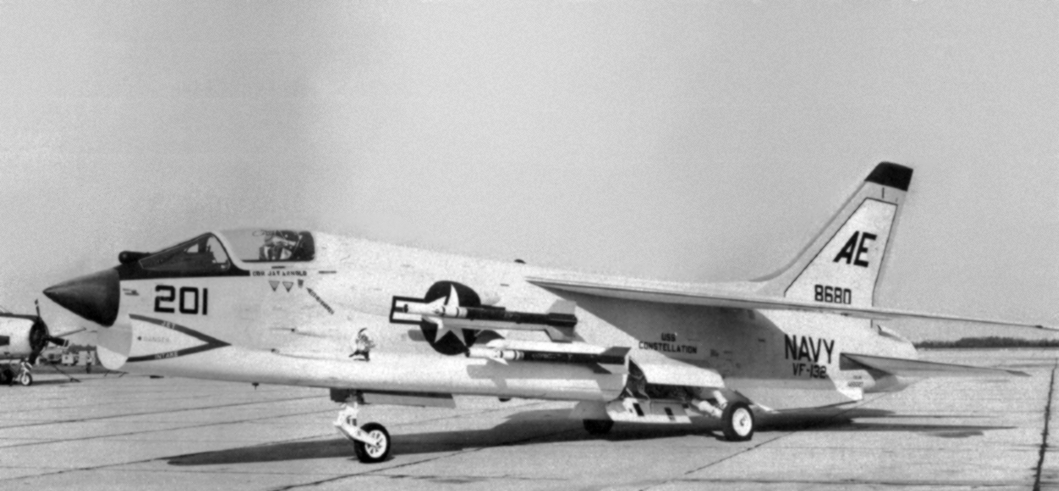
F-8D
風防前面付け根から突き出ているのが、AN/AAS-15赤外線シーカー。
このほか、機体側面にY字型パイロンを装備している。

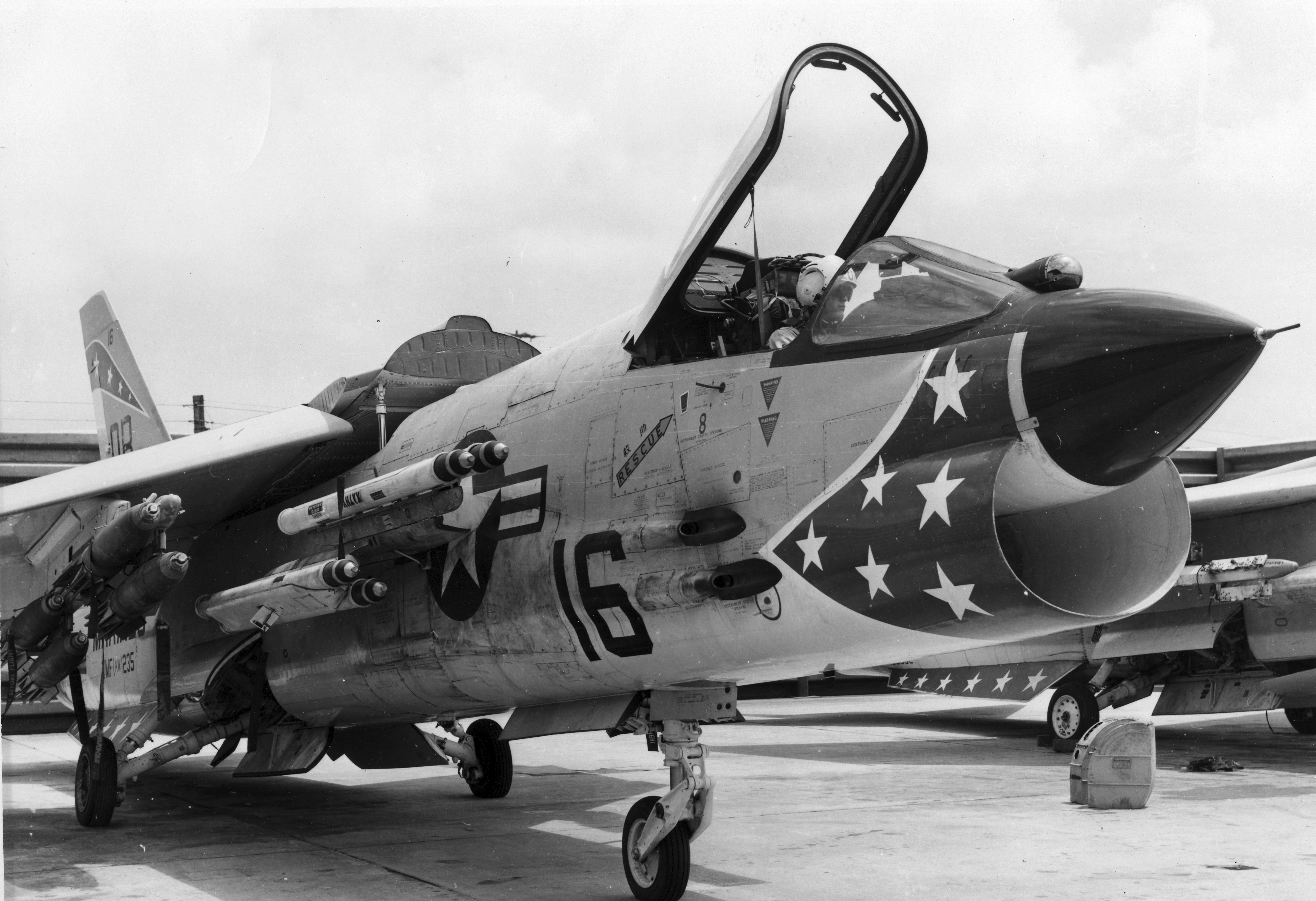
海兵隊のF-8E
主翼下ハードポイントに、マルチプル・エジェクター・ラックを介して爆弾を搭載している。

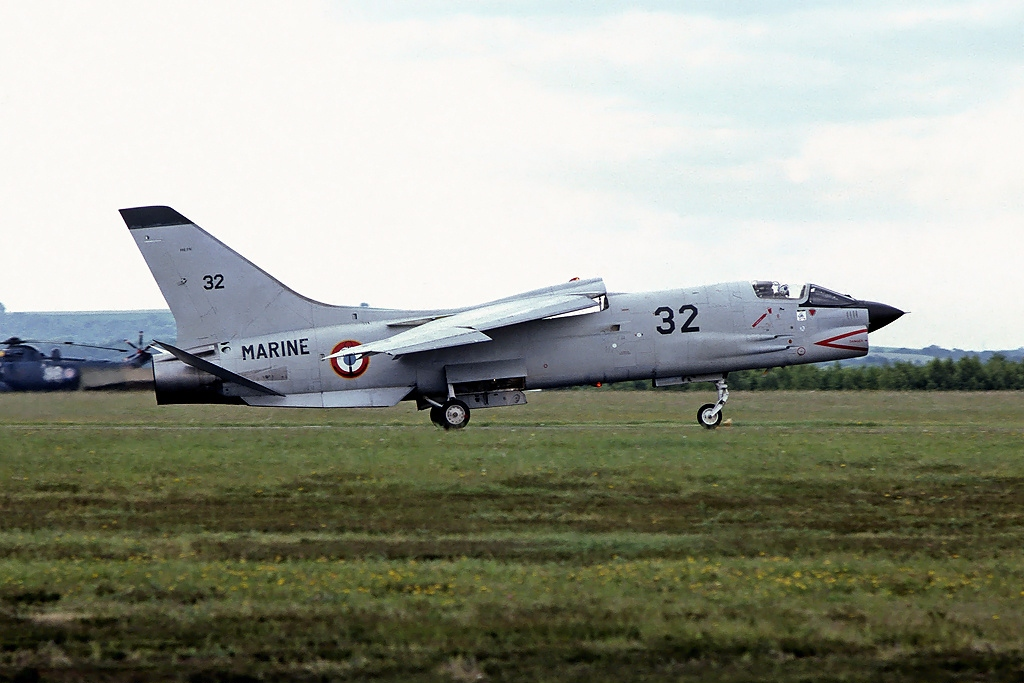
F-8E(FN)、2段式となった前縁フラップの形状が良くわかる

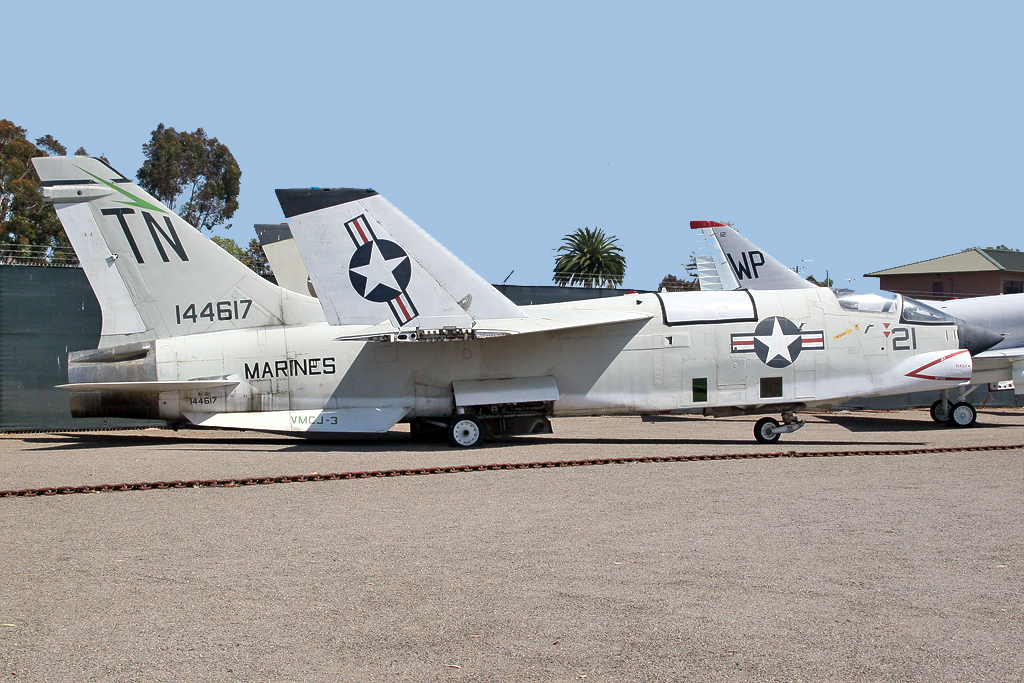
RF-8G
後部胴体下面のベントラルフィンと、エンジンノズル上部両面のアフターバーナー冷却用空気取り入れ口が、RF-8Aとの相違点。（後者は無い機体もある）

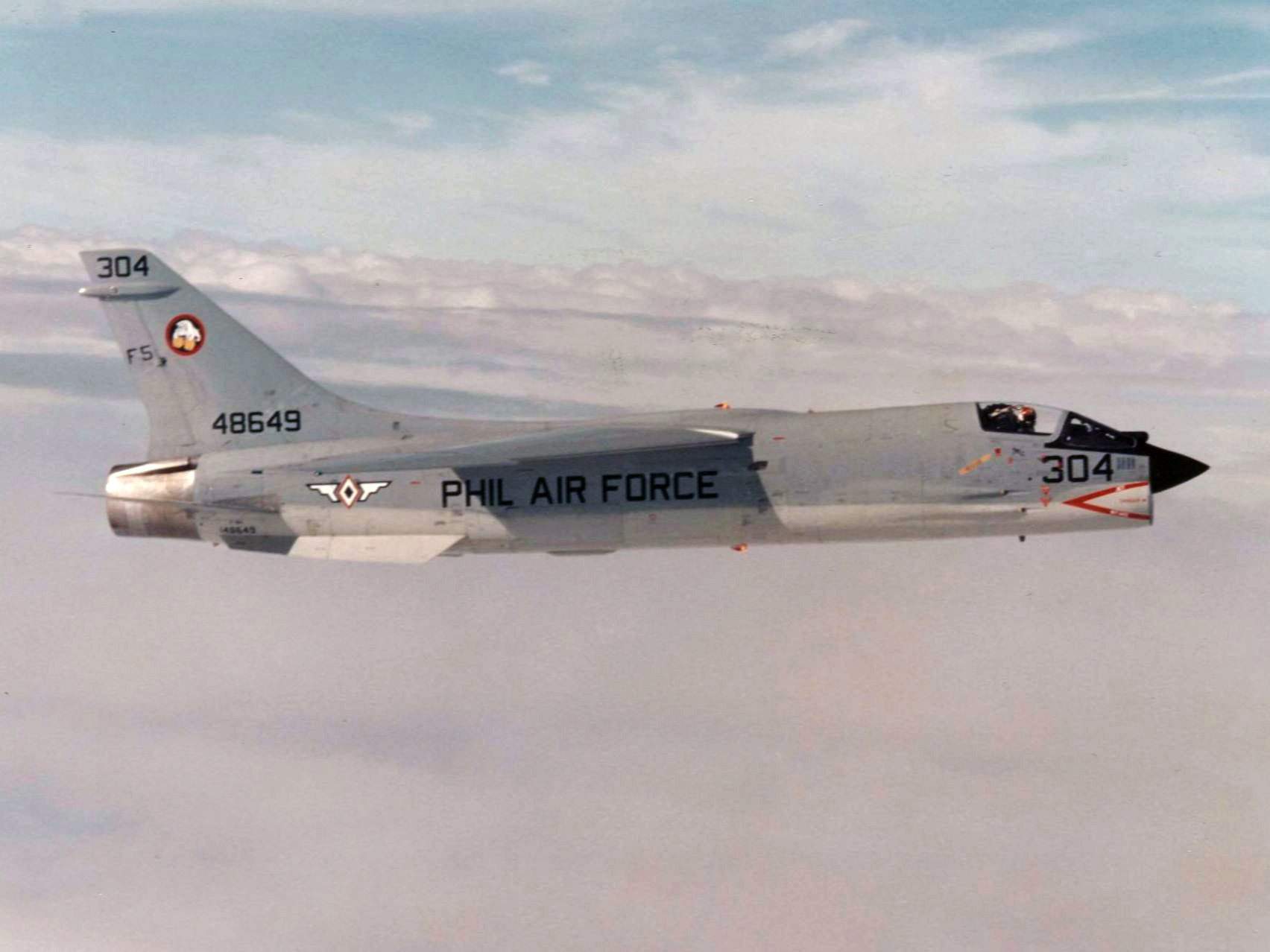
フィリピン空軍のF-8H

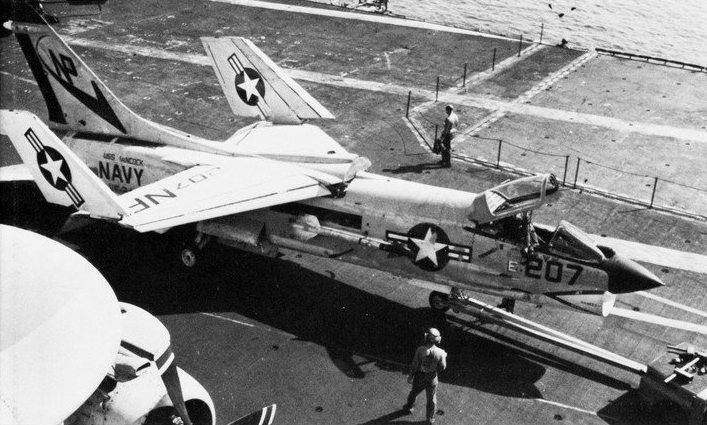
空母「ハンコック」艦上のF-8J
フランス海軍のF-8E(FN)と同型の2段式前縁フラップが良くわかる。

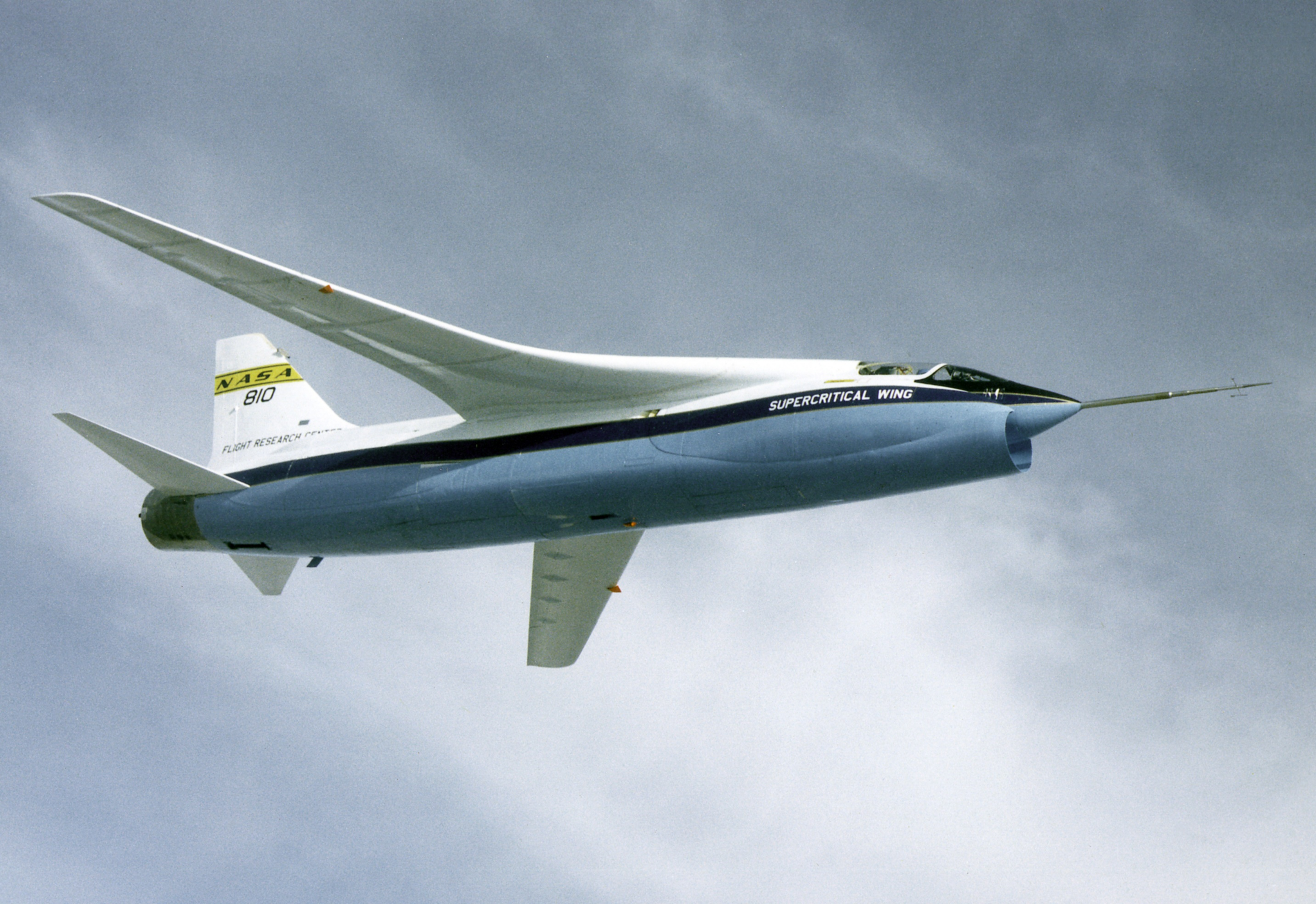
F-8 SCW

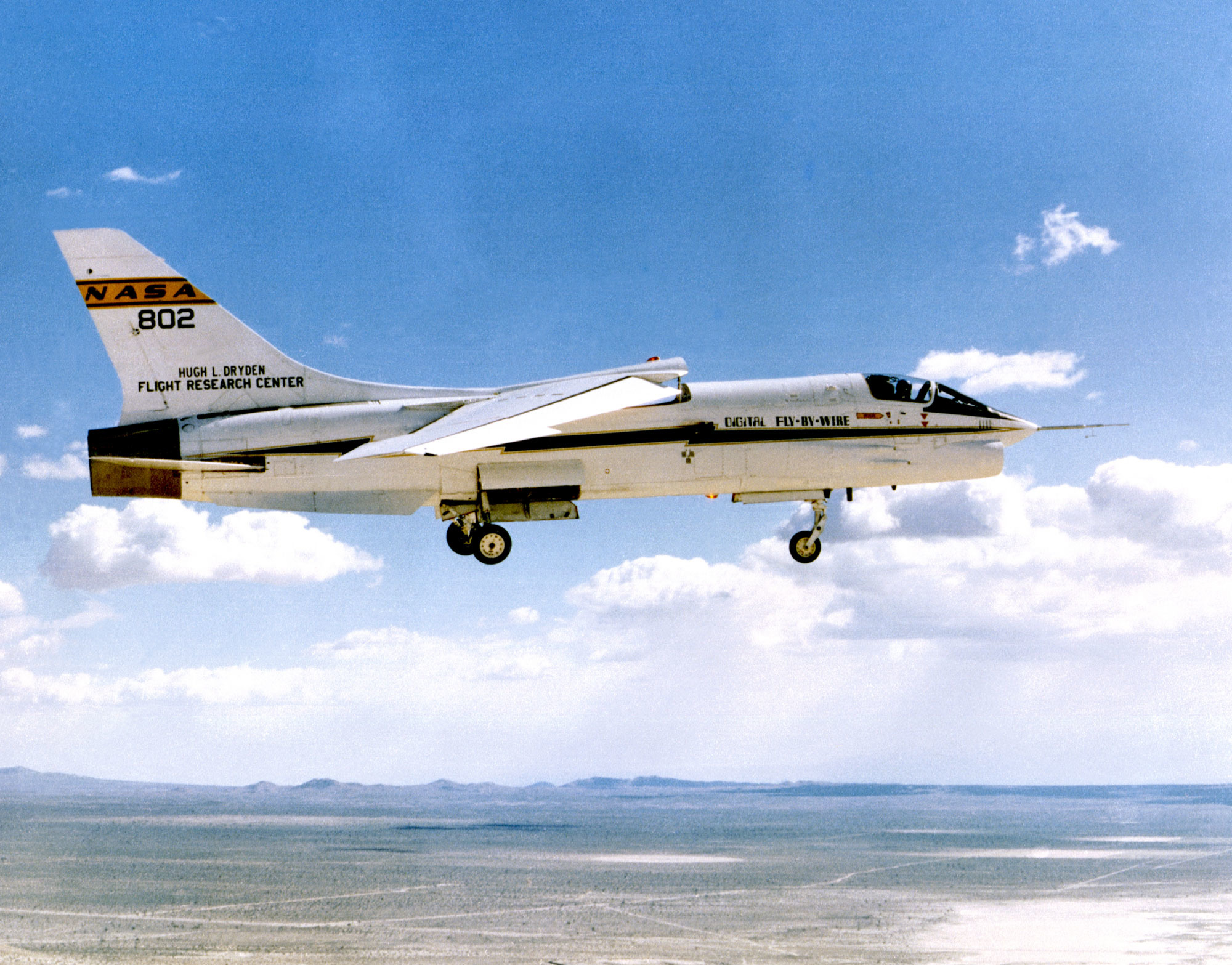
F-8 DFBW

XF8U-1
試作機。新呼称XF-8A。
F-8A
旧呼称F8U-1。311機生産。エンジンはJ57-P-4。兵装はコルト Mk12 20mm機関砲×4門とAIM-9サイドワインダー×2発のほか、胴体下部（前輪収納扉と胴体下面エアブレーキの間）に32発のMk4/Mk40 2.75インチFFARロケット弾を搭載した折りたたみ式パックを内蔵。
レーダーはガンサイト照準用のAN/APG-30測距レーダーのみを装備しているため、全天候戦闘能力を欠く昼間戦闘機である。
DF-8A
旧呼称F8U-1D。F-8Aをベースとしたレギュラス潜水艦発射巡航ミサイルの空中誘導母機。20機改装。
DF-8F
F-8A/DF-8AをベースとしたBQM-34 ファイア・ビー 標的用ドローンの管制機
RF-8A
旧呼称F8U-1P。144機生産。胴体前部下面に5基のカメラを搭載する偵察機型。前部胴体下部の形状が角ばったものに変更され、カメラ搭載スペース確保のためにFFARパックも機関砲もレーダーも全て撤去されたため、戦闘能力は無い。
TF-8A
旧呼称F8U-1T。複座訓練型。1機のみ既存のF8U-1(F-8A)を改造して製造。YF8U-2NE(YF-8E)に改造された後に再度F8U-1T(TF-8A)に改造されたため、エンジンはF-8Eと同じJ57-P-20を搭載し、F-8C以降の機体で標準装備となったアフターバーナー冷却用空気取り入れ口とベントラルフィンも装備されている。
機体前部を改造して前席よりも38cm高い場所に後席を設け、ノズル上部にドラッグシュートを装備。兵装は20mm機関砲×2門とAIM-9サイドワインダー×2発に削減され、胴体全面左側面部の空中受油プローブを撤去。レーダーも未装備。
後に一部のF-8Aが訓練専用に用いられるようになったため、これらの機体をさしてTF-8Aと呼ぶ事もある。
F-8B
旧呼称F8U-1E。130機生産。エンジンはJ57-P-4A。レーダーは捜索・追尾機能を備えたAN/APS-67に更新され、限定的ながら全天候戦闘能力を付与。ノーズコーン全体が黒色のグラスファイバー製に変更。
F-8C
旧呼称F8U-2。187機生産。エンジンをJ57-P-16に変更し、テイルパイプ上部両側面にアフターバーナー冷却用空気取り入れ口を追加。ベントラルフィンを追加。レーダーはF-8Bと同じくAN/APS-67であるが、EX-16火器管制コンピュータを追加装備したAN/AWG-3 FCSが装備され、より充実した全天候戦闘能力を有する。
1962年5月のASC339改修指示により、機体の両側面にY字型パイロンを装着可能となった。これによりAIM-9サイドワインダー×4発ないし、サイドワインダーに替えてズーニー・5インチFFAR用の多連装ポッドLAU-10×4基（ロケット弾16発）を装備可能となった。
F-8D
旧呼称F8U-2N。152機生産。エンジンをJ57-P-20に換装。胴体下部の内蔵式空対空ロケット弾パックを廃止し、燃料タンクに置き換える。
レーダーはAN/APQ-83に、FCSもEX-16火器管制コンピュータとCP-473A迎撃コンピュータを組みあわせたAN/AWG-4に更新され、完全な全天候作戦能力とAIM-9C SARHMの運用能力獲得。正面風防基部にAN/AAS-15赤外線シーカーを追加装備。
F-8E
旧呼称F8U-2NE。286機製造。エンジンはF-8Dと同じJ57-P-20。FCSはAN/AWG-4のままであるが、レーダーは発展型のAN/APQ-94、迎撃コンピュータはCP-742に更新され、機首レドームも大型化された。
さらに95号機からは左右主翼下にハードポイントを1か所ずつ装備することで最大2,000kgまでの爆装を可能とし、機体背面部に設けられたハンプ内部にAGM-12 ブルパップ空対地ミサイル誘導システムAN/ARW-77を追加することで、対地攻撃力を強化した多用途戦闘機となった。なお、94号機以前のF-8EにもASC400改修によってハードポイントとハンプ、AN/ARW-77が追加装備されている。
F-8E(FN)
フランス海軍向け。同国海軍の空母「クレマンソー級」の小ささを考慮して、前縁フラップを2段式としたほか、後縁フラップ（フラッペロン）はエア吹き出し式の境界層制御装置を追加したブラウン・フラップとしたうえで下げ角を40°に増やし、STOL性能の向上が図られている。このため、エンジンはアメリカ海軍用のF-8Eに装備されたJ57-P-20に境界層制御用エア抽気システムを備えたJ57-P-20Aとし、主翼迎え角を5°に抑えるとともに、水平尾翼を拡大した。
ミサイルはAIM-9 サイドワインダーの他にフランス製のR.530とR.550 マジックを装備可能。42機製造。'90年代に電子機器を更新。このF-8E(FN)を以って、F-8の新規製造は終了した。
F8U-3
全天候戦闘機化計画に基づき、J75-P-6に換装、折畳式ベントラルフィンの追加など、胴体をほぼ全面的に再設計した発展型。5機のみ完成。より大型のF4Hとの競争試作に敗れ米海軍には不採用になったが、NASAの高速試験機として運用された。実際には表皮温度制限（熱の壁）から実現しなかったものの、低抵抗と高推力重量比によってマッハ2.9級の速力を出すポテンシャルを有していた。
RF-8G
RF-8Aよりの改装。エンジンをJ57-P-22に換装。主翼・胴体・降着装置の構造強化やベントラルフィンの追加、アビオニクスやECM装置の換装など。73機改装。
後にはエンジンを退役したF-8Jから転用したJ57-P-420に換装するなどの改修が行われた。
F-8H
F-8Dよりの改装。構造強化や主翼下ハードポイントの追加、背面部にAN/ARW-77を追加しAGM-12 ブルパップASM運用能力付与など。アビオニクスはF-8Dと同じであるが、後にレーダーをAN/APQ-149に換装。89機改装。
1977年にフィリピンがデビスモンサン空軍基地に保管されていた25機（＋部品取り用の10機）を購入。
F-8J
F-8Eよりの改装。主翼の構造強化を行うとともに、フラップや水平尾翼やエンジンをF‐8E(FN)と同型に換装しSTOL性能を強化。さらに降着装置もA-7 コルセア IIのものに換装。アビオニクスはF-8Eと同型。136機改装。
後にはエンジンをより強力なJ57-P-420に、レーダーを性能向上型のAN/APQ-124にそれぞれ換装。
F-8K
F-8Cよりの改装。構造強化や主翼下ハードポイントの追加など。AGM-12ブルパップの運用能力は追加されなかったほか、エンジンは改装前と同じJ57-P-16のままであったため、F-8H/Jとは異なり第一線部隊には配備されず、もっぱら予備役飛行隊や混成飛行隊、実験部隊に配備された。87機改装。
F-8L
F-8Bよりの改装。構造強化や主翼下ハードポイントの追加など。後部胴体下面へのベントラルフィンの追加も計画されたが、実施されず。エンジンも改装前と同じJ57-P-4Aのままだったため、上記のF-8Kと同様にもっぱら予備役飛行隊や混成飛行隊、実験部隊に配備された。61機改装。
DF-8L
F-8Lをベースにしたドローン管制、標的曳航機。
F-8P
フランス海軍のF-8E(FN)を、デビスモンサン空軍基地に保管されていたF-8Jの部品を流用してリファビッシュを行った型。1980年代末に17機が改修。
- このF-8Pの呼称は、フィリピン空軍のF-8Hを指して用いられる事もある。

V-1000
F-8の大幅な改良型で、J79エンジン搭載。1970年のアメリカ空軍による海外供与機の審査に応募した機体。性能面では高く評価されたが、コストの面でノースロップ案のF-5E/Fに敗れた。
F-8 SCW
NASAのスーパークリティカル翼実用試験機。1機のみF-8Aより改装。
F-8 DFBW
NASAのデジタルフライ・バイ・ワイヤ実用試験機。1機のみF-8Cより改装。
計画の第一段階ではアポロ誘導コンピュータが使用され、第二段階では別のシステムに置換されている。研究成果がスペースシャトルのフライ・バイ・ワイヤ・システム開発に生かされた。また研究データは当時開発されていた次世代戦闘機のフライ・バイ・ワイヤ・システム開発にも貢献している

## 登場作品

### 映画
『13デイズ』
二機のRF-8Aがキューバのミサイル基地を強行偵察する。機体はフィリピン空軍のF-8Pを元に合成したもので、実機とは一部の形状に差異が見られる。
『ファイナル・カウントダウン』
ニミッツ級航空母艦「ニミッツ」の艦載機として、RF-8Gが登場。タイムスリップ後に真珠湾へ偵察に向かい、その「変容」を上空から撮影する。

### 漫画・アニメ
『エリア88』
F-8Eが風間真の初期搭乗機として登場。

### ゲーム
『War Thunder』
F8U-2、F-8E、F-8E（FN）が実装されている。